# 賈定諾
賈定諾總主教，OFM（西班牙語：D. Manuel de São Galdino, OFM）是葡萄牙人，為第任天主教澳門教區主教、果亞總教區總主教。
1802年被委為澳門教區主教，翌年到澳門履新。在任兩年中，銳意革除教會中惡習，訂定修院規章，取消若干跡近迷信的宗教遊行。1804年擢昇為果亞總教區總主教，1806年到臥亞就職，1831年，死於任內。